# Latvijas Radio 2
Latvijas Radio 2 — музыкальная радиостанция в Латвии, вещающая с 1995 года. Работает под девизом «Dziesmas dzimtajā valodā» (с латыш. — «Песни на родном языке»), транслирует латышскую музыку разных лет и разных жанров.
Радиостанция поддерживает слушателей в повседневном осознании национальной идентичности, популяризирует латышский язык национальной музыкой и передачами.

## История
В 1995 году было решено создать молодёжный развлекательный образовательный канал Латвийского Радио. С 1 января 2000 года LR 2 вещает круглосуточно.
22 июля правление Latvijas Radio подало держателю капитала — Национальному совету по электронным СМИ (NEPLP) — подробную информацию о чрезвычайных финансовых средств на запрос из государственного бюджета программы «Средства на непредвиденные случаи» в размере 100 000 евро. Кроме того, дополнительные средства будут направлены на содержание органов других канала: информационно-аналитических программ Latvijas Radio 2 (2 600 евро на каждого).
25 июля сотрудники LR2 обратились с открытым письмом к государственным должностным лицам, информируя о ситуации на радио. «Наш опыт даёт право выразить своё мнение, что нужно, наконец, действовать, чтобы в Латвии продолжала работать радиостанция, лозунг которой — „песни на родном языке“».
С 6 августа в эфир LR2 будет выходить новый цикл передач «Radio vilks dabā», который пригласит слушателей сосредоточиться мероприятий на природе и, особенно, здоровой, активной, а также ответственного для отдыха на свежем воздухе, сообщила Радио. Трансляции в рубрике, будут звучать лесной отрасли новости, интересные исторические факты и события, а также самые прекрасные леса специалистов портреты.

## Кризис
Сотрудники Latvijas Radio 2 опасаются развала радиостанции. Коллектив LR2 находится на грани выгорания — люди встревожены тем, что у их радио нет даже своего руководителя, а его обязанности исполняет глава LR5. Они опасаются, что запланировано слияние LR2 с LR5. Даже после общего совещания с участием правления решение проблем не было изыскано.
Проблемы LR2 коренятся глубоко: изначально структура его финансов и оплаты труда радиожурналистов формировалась иначе, чем у остальных каналов Latvijas Radio. Начав с 1995 года вещания с 16:00 до 24:00, эфирное время увеличили до круглосуточного, но увеличение бюджетных средств не произошло пропорционально. Доплаты сотрудникам и плата за труд нештатных авторов обеспечивались за счет заработанной радио прибыли.
Вопрос о пропорциональности базовых окладов зарплатам на остальных каналах Latvijas Radio не урегулирован до сих пор, хотя это было обещано и теперешним правлением LR, и предыдущим, отмечают авторы письма. Последней каплей стало лишение год назад LR2 той части финансирования, которое коллектив получал из прибыли радио. Это резко сузило возможности создания контента.
На радиостанции работают всего 11 штатных сотрудников, из них 8 — в эфире. Как отмечается в письме, это самая популярная радиостанция, которая получает меньше всего финансирования. В отличие от других каналов Латвийского радио, зарплаты сотрудников этой радиостанции формировались из небольшого оклада и больших бонусов. Эти бонусы выплачивались не из государственных средств, а из средств радио. В письме подчеркивается, что LR2 — самое востребованное у слушателей, но самое малочисленное по штату работников, а их труд оплачивается хуже всего. Силами коллектива обеспечивается вещание с 6:40 до 19 часов по рабочим дням и в 8 до 18 часов по выходным. Остальная часть эфира отдана музыке.

## Частота вещания
| Город      | Частота |
| ---------- | ------- |
| Рига       | 91,5    |
| Лиепая     | 101,0   |
| Кулдига    | 101,3   |
| Вентспилс  | 103,0   |
| Дундага    | 106,7   |
| Валмиера   | 101,5   |
| Цесвайне   | 105,0   |
| Даугавпилс | 100,7   |
| Резекне    | 101,0   |
| Алуксне    | 104,3   |
| Виесите    | 104,7   |
| Дагда      | 98,6    |

Сигнал радиостанции также принимается в приграничных районах Псковской области.